# 浮世理髮館
《浮世理髮館》（日语：浮世床）是日本江戶時代滑稽本，與姊妹作《浮世澡堂》皆為滑稽本代表作，1813年發表，作者為式亭三馬，內標題「柳髪新話浮世床」，中文版譯者為周作人。

## 概要
滑稽本是江戶時代以角色對話為主的一種通俗文學。本書日文原標題浮世床的「床」係指「髪結床」，即是替男子剃月代頭、鬍鬚及紮髮髻的店家。浮世理髮館即是以理髮館中人們的閒談，構成一篇篇詼諧的短篇故事。

## 改編作品
- 浮世理髮館（落語劇目）
- 漫畫日本的古典30浮世理髮館（作畫：古谷三敏）